# Cactus (Texas)
Cactus è un comune (city) degli Stati Uniti d'America della contea di Moore nello Stato del Texas. La popolazione era di 3 179 abitanti al censimento del 2010. Si trova lungo la U.S. Route 287.

## Geografia fisica
Secondo lo United States Census Bureau, la città ha una superficie totale di 5,52 km², dei quali 5,52 km² di territorio e 0 km² di acque interne (0% del totale).
Cactus si trova 54 miglia a nord di Amarillo e 13 miglia a nord di Dumas.

## Storia
Cactus era una città aziendale, dedicata alla produzione di munizioni durante la seconda guerra mondiale. 

## Società

### Evoluzione demografica
Secondo il censimento del 2010, la popolazione era di 3 179 abitanti.

### Etnie e minoranze straniere
Secondo il censimento del 2010, la composizione etnica della città era formata dal 48,22% di bianchi, l'1,01% di afroamericani, il 2,8% di nativi americani, il 19,35% di asiatici, lo 0,38% di oceanici, il 24,41% di altre razze, e il 3,84% di due o più etnie. Ispanici o latinos di qualunque razza erano il 74,08% della popolazione.